# منطقه حفاظت‌شده آق‌سو
منطقه حفاظت‌شده آق‌سو (به لاتین: Ak-Suu Integrated Reserve) یک منطقه حفاظت‌شده در قرقیزستان است که در شهرستان مسکوا، قرقیزستان واقع شده‌است.